# Rho Arietis
 (octobre 2023).
La mise en forme du texte ne suit pas les recommandations de Wikipédia : il faut le « wikifier ».
Les points d'amélioration suivants sont les cas les plus fréquents. Le détail des points à revoir est peut-être précisé sur la page de discussion.
- Les titres sont pré-formatés par le logiciel. Ils ne sont ni en capitales, ni en gras.
- Le texte ne doit pas être écrit en capitales (les noms de famille non plus), ni en gras, ni en italique, ni en « petit »…
- Le gras n'est utilisé que pour surligner le titre de l'article dans l'introduction, une seule fois.
- L'italique est rarement utilisé : mots en langue étrangère, titres d'œuvres, noms de bateaux, etc.
- Les citations ne sont pas en italique mais en corps de texte normal. Elles sont entourées par des guillemets français : « et ».
- Les listes à puces sont à éviter, des paragraphes rédigés étant largement préférés. Les tableaux sont à réserver à la présentation de données structurées (résultats, etc.).
- Les appels de note de bas de page (petits chiffres en exposant, introduits par l'outil «  Source ») sont à placer entre la fin de phrase et le point final[comme ça].
- Les liens internes (vers d'autres articles de Wikipédia) sont à choisir avec parcimonie. Créez des liens vers des articles approfondissant le sujet. Les termes génériques sans rapport avec le sujet sont à éviter, ainsi que les répétitions de liens vers un même terme.
- Les liens externes sont à placer uniquement dans une section « Liens externes », à la fin de l'article. Ces liens sont à choisir avec parcimonie suivant les règles définies. Si un lien sert de source à l'article, son insertion dans le texte est à faire par les notes de bas de page.
- La présentation des références doit suivre les conventions bibliographiques. Il est recommandé d'utiliser les modèles {{Ouvrage}}, {{Chapitre}}, {{Article}}, {{Lien web}} et/ou {{Bibliographie}}. Le mode d'édition visuel peut mettre en forme automatiquement les références.
- Insérer une infobox (cadre d'informations à droite) n'est pas obligatoire pour parachever la mise en page.

Pour une aide détaillée, merci de consulter Aide:Wikification.
Si vous pensez que ces points ont été résolus, vous pouvez retirer ce bandeau et améliorer la mise en forme d'un autre article.
La désignation de Bayer Rho Arietis (ρ Ari / ρ Arietis) est partagée par trois étoiles de la constellation du Bélier : 
- ρ1 Arietis (ou 44 Arietis dans la désignation de Flamsteed) est une étoile blanche de la séquence principale ;
- ρ2 Arietis (45 Arietis) est une étoile géante rouge de type M ;
- ρ3 Arietis (46 Arietis) est une étoile jaune-blanc de la séquence principale.

ρ3 Arietis est parfois simplement désignée ρ Arietis.

## Nomenclature et histoire

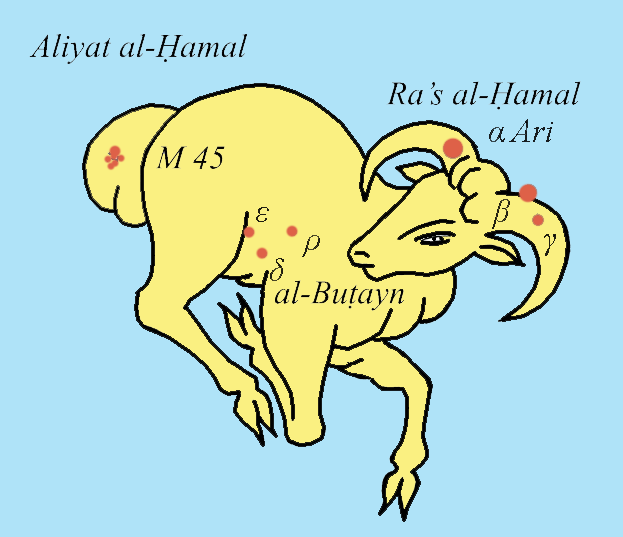
La figure de الحمل al-Ḥamal, « l'Agneau », dans le ciel arabe traditionnel.

Al Butain II est le nom porté par ρ Ari dans certains catalogues contemporains. C’est l'arabe بطين buţain, diminutif de بطن baţn "ventre", qui existe dans les calendriers arabes traditionnels et s’applique au groupe ερζ Ari dans la figure de الحمل l’Agneau arabe, c’est-à-dire non pas la figure du Bélier gréco-arabe, adopté par les astronomes avec la traduction de la Μαθηματική σύνταξις de Claude Ptolémée, et qui porte le même nom, mais de la figure de UDU = Immeru », l’Agneau mâle venu de Mésopotamie par la voie aranéenne tel qu’il figure dans le calendrier arabe traditionnel des Manāzil al-qamar. Ce nom s'explique par le fait que la figure de الحمل al-ḥamal, littéralement « l'Agneau mâle de moins d'un an", est plus grand que celui que nous connaissons par les Grecs, puisque les Pléiades sont situées sur sa Queue (arabe الألية al-Aliya),. Revevé dans la transcription ’Al-Buţain’ à partir des textes arabes, notamment le traité de ᶜAbd al-Raḥmān al-Ṣūfī (964), par Richard Hinckley Allen (1899) , il est repris comme nom par Jack W. Rhoads (1971) pour les étoiles du groupe πρεζ Ari, numérotées dans l’ordre de I à IV et passe ainsi sur la toile.